# Esteban de la Rama
Esteban de la Rama (Molo, 26 december 1866 - Bago, 30 november 1947) was een Filipijns zakenman, politicus en generaal in de Filipijnse revolutie.

## Biografie
Esteban de la Rama werd geboren op 26 december 1866 in Molo, tegenwoordig een district in de Filipijnse stad Iloilo City. Hij studeerde in Parijs en volgde daar onder de vakken kunst, maar ook business management als voorbereiding op de tijd dat hij de leiding zou krijgen over de bedrijven van zijn vader Isidro de la Rama. Tijdens de Filipijnse revolutie was De la Rama generaal in het revolutionaire leger.
De la Rama kreeg de leiding over de familiebedrijven, waaronder hun uitgebreide landgoed, de De La Rama Shipping Company en de suikercentrales in Bago en Escalante. De suikercentrales waren gedurende de revolutie verwoest. Hij bouwde alles weer op en breidde de bedrijven in de loop der jaren verder uit. Bij de verkiezingen van 1941 werd De la Rama gekozen in de Senaat van de Filipijnen met een termijn tot 30 december 1947. Dit 2e Congres van de Filipijnse Gemenebest zou echter pas in 1945, na de Japanse bezetting, in zitting gaan.
De la Rama overleed in 1947, een maand voor het einde van zijn termijn, op 80-jarige leeftijd aan aan hartaanval.

### Boeken
- Miguel R. Cornejo (1939) Cornejo's Commonwealth directory of the Philippines, Encyclopedic ed., Manilla
- Zoilo M. Galang (1950) Encyclopedia of the Philippines, 3 ed. Vol IV, E. Floro, Manilla
- Remigio Agpalo, Bernadita Churchill, Peronilla Bn. Daroy en Samuel Tan (1997), The Philippine Senate, Dick Baldovino Enterprises

### Websites
- List of Previous Senators, website Senaat van de Filipijnen (geraadpleegd op 28 juli 2015)